# Qui tue qui ?
« Qui tue qui ? »,,,,, est une formule résumant la thèse selon laquelle « on ne sait pas qui tue qui », durant la guerre civile algérienne, où le pays (entre 1991 et 2002) est dans un conflit armé opposant le gouvernement algérien, soutenu par l’armée nationale populaire (ANP), et divers groupes islamistes armés. Ce conflit coûta la vie à plus de 60 000 victimes ; d'autres sources avancent un bilan plus proche des 150 000 morts. À cette époque, l’Algérie s’est retrouvée isolée sur le plan diplomatique et sécuritaire et souffre déjà d'un embargo militaire depuis 1993.

## Contexte
Le Front islamique du salut (FIS) remporta le premier tour des élections législatives du 26 décembre 1991 avec 188 sièges. Le second tour qui devait donner une victoire écrasante à ce parti n'eut jamais lieu. Les élections sont annulées le 11 janvier 1992 par la décision du cénacle militaire des généraux « janviéristes. »  L'état d'urgence sera proclamé le 9 février 1992 et le FIS est dissous par voie judiciaire le 4 mars 1992. 
À la suite de ce coup de force militaire, les islamistes s'en prennent d'abord aux symboles de l'État, six mois après l'annulation des élections, l'Algérie a basculé dans une violence aveugle ouverte. Assassinats d'intellectuels, de journalistes, de magistrats, de policiers ou de simples citoyens, ainsi que des ressortissants étrangers. Ces violences meurtrières sont attribuées au Groupe islamique armé (GIA). L'armée lance des grandes opérations « d'éradication » des maquis islamistes. Entre 1992 et 1998, la guerre fait chaque jour autant de morts.

## Thèse de «Qui tue qui?»
Cette formule en vogue à l'époque, reste en partie d'actualité, employée par une pensée de groupe politico-médiatique, très actif en Europe et surtout en France pour désigner l'armée algérienne comme seule responsable des massacres sur les civils. Cette pensée de groupe concerne des journalistes, écrivains, éditeurs, avocats des droits de l'homme, anciens militants du Front islamique du salut (FIS), anciens militaires de l'armée algérienne ou personnalités politiques algériennes et étrangères. Les personnes adhérant à cette pensée de groupe sont désignées par la même formule, les « qui tue quistes » qui œuvrent pour le dédouanement des groupes armés islamistes en accusant l'armée algérienne d'avoir pris part aux massacres contre les civils, alors que la responsabilité de ces crimes est souvent imputée à l'époque aux groupes armés islamistes, l'Armée islamique du salut (AIS), le Mouvement islamique armé (MIA) et le Groupe islamique armé (GIA), ce dernier est le plus impliqué dans les massacres que les terroristes revendiquent eux-mêmes au nom du GIA.
Plusieurs livres ont été publiés, des documentaires télévisés réalisés, des sites d'information et des chaines audiovisuelles ont vu le jour, en s'appuyant tous sur la thèse de « qui tue qui ? », souvent la plus avancée sur la responsabilité de l'armée algérienne.

« Des massacres ont été commis dans des zones de forte densité avec quatre, cinq ou six casernes toutes proches, sans que l'armée n'intervienne. On a laissé faire souvent pour punir des populations qui avaient voté pour le Front islamique du salut (FIS), parfois sans doute aussi dans le but de s'assurer le soutien de la communauté internationale. »

### Affaire des moines de Tibhirine au cœur de la thèse de «Qui tue qui?»
La même thèse est souvent reprise par les médias français dans l'affaire de l'assassinat des moines de Tibhirine. Leur assassinat sera revendiqué par un communiqué du Groupe islamique armé (GIA) et leurs têtes retrouvées le 30 mai 1996 au bord d’une route de montagne, non loin de Médéa. En l’absence des dépouilles des moines, de nombreuses hypothèses ont depuis circulé quant aux raisons et au scénario de leur mort. Deux thèses s’affrontent en vue d’éclairer cet événement tragique. D’un côté, la thèse de la responsabilité des autorités algériennes accusées d’avoir sciemment éliminé les moines devenus des témoins gênants dans un contexte de guerre civile sanglante ou alternativement, d’avoir passé sous silence une bavure militaire ayant conduit à la mort des religieux au cours d’une opération de ratissage dans le massif blidéen. De l’autre, la thèse de la responsabilité de la nébuleuse islamiste algérienne réunie autour du GIA et de son émir Djamel Zitouni. Le juge Marc Trévidic, chargé du dossier de cette affaire est l'un des tenants de cette thèse de « qui tue qui ? »,.

### Affaire Jean-Baptiste Rivoire - Didier Contant
Jean-Baptiste Rivoire, journaliste de Canal+ et adepte de la thèse du « qui tue qui ? », et Didier Contant, rédacteur en chef de l'agence de presse photographique Gamma, enquêtaient tous deux sur l'assassinat des moines de Tibhirine. L'enquête de Didier Contant menée en Algérie n’était pas du goût, — ou étant plutôt en contradiction avec la thèse défendue par Rivoire.
En janvier 2004, Didier Contant, qui avait publié un premier sujet dans Le Figaro Magazine, s’apprêtait à proposer à l’hebdomadaire un nouvel article contredisant totalement la thèse de Rivoire sur la responsabilité de l'armée algérienne dans l'assassinat des moines. Au cours de sa dernière investigation, le grand reporter avait trouvé de nouveaux témoins affirmant que les moines avaient été assassinés par le Groupe islamique armé (GIA) et avait recueilli des témoignages mettant en doute la crédibilité des propos d'un certain officier de l'armée algérienne, Abdelkader Tigua. Ce dernier avait déclaré auparavant que les moines avaient été enlevés et assassinés par l'armée algérienne, thèse défendue par l’équipe de Canal+, comme par les adhérents la thèse du « qui tue qui ? ».
Dans l’intention d’empêcher toute nouvelle publication de son confrère, Jean Baptiste Rivoire contacta les rédactions parisiennes, en se réclamant de sources dignes de foi, pour accuser Didier Contant d’être un agent des services secrets algériens et français. Didier Contant n’a pas supporté d’être ainsi calomnié et mis en cause dans son intégrité professionnelle.
Malgré la gravité des accusations, aucun confrère des rédactions parisiennes ne demanda au journaliste Jean-Baptiste Rivoire d’en apporter la preuve. Profondément atteint dans sa réputation et son honneur, Didier Contant ne supporta pas la calomnie et mourut dans des circonstances troubles à la suite d'une chute mortelle d’un immeuble parisien alors qu’il s’apprêtait à publier son enquête sur la mort des moines de Tibhirine. L’enquête menée à la suite du décès conclut à un suicide.
Un seul journaliste posera la question de la responsabilité de son confrère de Canal + dans le décès : Jean-François Kahn, dans l'hebdomadaire Marianne. Condamné une première fois pour diffamation, Kahn remporta le procès en appel qui établissait un lien entre les agissements des journalistes de Canal + et la mort de Didier Contant.
Rina Sherman, la compagne de Didier Contant, mena une contre-enquête sur sa mort. Selon elle, « Didier Contant a été poussé au suicide parce qu’il n’avait plus d’honneur, de dignité et de crédibilité. Il était ancien rédacteur de l’agence Gamma et avait une situation confortable. Il publiait ses reportages sans aucun problème dans de nombreux magazines, comme VSD, le Pèlerin, etc. Et du jour au lendemain, il devient inacceptable dans toutes les rédactions. On le présente comme un journaliste qui travaille pour le compte des services secrets algériens, qui n’a pas de capacité professionnelle... Je ne sais pas ce qui s’est passé dans l’appartement de son amie, chez laquelle il s’est réfugié, mais ce qui est certain, c’est que cette dernière a fait de nombreux témoignages divergents lors de l’enquête devant l’unité antiterroriste. Lorsque j’ai relevé ces contradictions, la police m’a fait comprendre le contraire. Alors je ne peux espérer autre chose. L’affaire a été classée comme étant un suicide. Aujourd'hui, il est difficile pour les enquêteurs de revenir sur cette thèse. J’aurais pu déposer plainte contre cette femme pour non-assistance à personne en danger, mais mon avocat me l’a déconseillé pour me concentrer sur les circonstances de cette mort. Cette femme n’était pas à l’origine du décès de Contant qui, pour moi, est mort dans le cadre de l’exercice de ses fonctions. C’est ce qu’on appelle une mort suspecte ». 
Son enquête lui a permis de déposer une plainte en février 2004 contre Rivoire, avec constitution en partie civile pour violences volontaires à l’encontre de Didier Contant et de publier un livre, Le huitième mort de Tibhirine aux éditions Tatamis,.
Reconnu coupable des faits qui lui sont reprochés, Jean-Baptiste Rivoire a été condamné à verser une somme de 750 euros. Contactée par le journal El Watan, Rina Sherman, la compagne du défunt, s'est dite soulagée de le voir condamné, même à une petite peine : « Je suis contente. Le compte est fait. J'ai obtenu ce que je voulais puisque les faits reprochés à M. Rivoire se sont avérés justes et qu'il a été finalement condamné par la justice française ».
À la suite de la mort de Didier Contant, aucun journaliste n'a osé reprendre son enquête sur l'enlèvement et l'assassinat des moines de Tibhirine. Aucun journaliste n'a, de plus, osé mener une investigation sur les circonstances de sa mort.

## Personnalités «Qui tue quistes»
- José Garçon[30], journaliste à Libération ;
- Lounis Aggoun[31],[32], journaliste indépendant, écrivain et militant des droits de l'homme, exilé en France ;
- Habib Souaïdia[12], écrivain et ancien des Forces spéciales de l'Armée algérienne, exilé en France ;
- Abdelkader Tigua[33], ancien agent de contre-espionnage algériens, réfugié aux Pays-Bas ;
- Mohamed Samraoui[34], ancien colonel du DRS, exilé en Allemagne ;
- Nesroulah Yous, écrivain, réfugié en France[35] ;
- Lyes Laribi[36], ingénieur et professeur de mathématique, exilé à l'étranger ;
- Noël Mamère[37], ancien journaliste et maire de Bègles ;
- Marc Trévidic, juge d'instruction, chargé du dossier de l'assassinat des moines de Tibhirine de octobre 2014 à juillet 2015[20],[21].